# Creoleon nubifer
Creoleon nubifer is een insect uit de familie van de mierenleeuwen (Myrmeleontidae), die tot de orde netvleugeligen (Neuroptera) behoort. 
Creoleon nubifer is voor het eerst wetenschappelijk beschreven door Kolbe in 1897.